# Parc provincial The Pinery
Le parc provincial The Pinery (anglais : The Pinery Provincial Park) est un parc provincial de l'Ontario (Canada) situé dans la ville de Lambton Shores (en), sur les rives du lac Huron. Il a pour but de protéger une savane de chênes et des dunes côtières. 